# Melanotus hyslopi
Melanotus hyslopi is een keversoort uit de familie kniptorren (Elateridae). De wetenschappelijke naam van de soort is voor het eerst geldig gepubliceerd in 1921 door Van Zwaluwenburg.